# 交響曲第2番 (ハンソン)
交響曲第2番『ロマンティック』（Romantic ）は、ハワード・ハンソンが1930年に作曲した交響曲。演奏時間は約25分。ボストン交響楽団50周年記念のためにセルゲイ・クーセヴィツキーがハンソンに依頼して書かれた。初演は同年11月にクーセヴィツキー指揮ボストン交響楽団により行われた。

## 楽器編成
フルート2、オーボエ2、イングリッシュホルン、クラリネット2、ファゴット2、ホルン4、トランペット3、トロンボーン3、チューバ、ティンパニ、小太鼓、シンバル、ハープ、弦五部。

## 楽曲構成
第1楽章 Adagio -　Allegro・moderato　変ニ長調　4/4拍子　ソナタ形式
序奏はまず木管が不安な旋律を奏で、その後金管、弦が加わり、金管の合奏により序奏はコーダへと向かう。　主部は4本のホルンが第1主題を提示する。第2主題は弦により奏される。この楽章の終盤部分が1979年のアメリカ映画『エイリアン』のクライマックスおよびエンディングクレジット画面で用いられた。
第2楽章 Andante con tenerezza　ハ長調 4/4拍子　三部形式
弦の伴奏に導かれ、木管が第1主題を提示する。
第3楽章 Allegro con brio　変ニ長調　2/4拍子 循環形式
軽快な弦楽器の上に、勇壮なファンファーレが響き渡る。